# Старая Льста
Старая Льста — река в России, течёт по территории Новоржевского района Псковской области. Устье реки находится в 66 км по левому берегу реки Сороти. Длина реки — 16 км.

## Данные водного реестра
По данным государственного водного реестра России относится к Балтийскому бассейновому округу, водохозяйственный участок реки — Великая. Относится к речному бассейну реки Нарва (российская часть бассейна).
Код объекта в государственном водном реестре — 01030000112102000028052.